# Satyriasis
Satyriasis, genoemd naar de Griekse mythologische figuur satyr, is een vorm van seksualiteit bij mannen. Het kenmerk is dat de seksuele drang (libido) sterker is ontwikkeld dan in de samenleving als normaal (of acceptabel) wordt gezien. Vaak treedt satyriasis op in de late tienertijd of jongvolwassenheid.
Wanneer de seksuele drang overmatig is, is doorgaans geen eenvoudig te beantwoorden vraag. Mocht er sprake zijn van psychische problemen als gevolg van de seksuele aandrang of als er serieuze conflicten in de sociale omgang zijn, kan satyriasis gezien worden als seksuele-functiestoornis (ICD F52.7) of als symptoom van een bredere medische aandoening.
Satyriasis kan gezien worden als de mannelijke tegenhanger van nymfomanie, een gelijkwaardige vorm van seksualiteit bij vrouwen. De term hyperseksualiteit kan op beide seksen worden toegepast.